# Balls Mahoney
Jonathan Rechner, noto con lo pseudonimo Balls Mahoney (Nutley, 11 aprile 1972 – Spring Lake Heights, 12 aprile 2016), è stato un wrestler statunitense, noto per aver lottato tra i primi anni novanta e i primi anni del 2000 nella Extreme Championship Wrestling.

## Carriera

### Smoky Mountain Wrestling
Rechner debuttò nel mondo del wrestling nel 1987 lottando nel circuito indipendente con lo pseudonimo Abbudah Singh. Si fece quindi un nome interpretando la gimmick heel di Boo Bradley nel 1994 nella Smoky Mountain Wrestling (SMW), dove ebbe un lungo feud col suo amico d'infanzia (kayfabe) Chris Candido. Nello stesso periodo lottò per qualche tempo anche in tag team assieme a Cactus Jack.

### World Wrestling Federation
Nel 1995 partecipò ad alcuni show della World Wrestling Federation come Xanta Klaus, interpretando la gimmick del "fratello cattivo" di Babbo Natale controllato da Ted DiBiase.

### Extreme Championship Wrestling
Nel 1997 Rechner firmò un contratto con la Extreme Championship Wrestling (ECW) e divenne una stella della federazione col nome di Balls Mahoney. Lottò in coppia con Axl Rotten dando vita al tag team noto informalmente con il nome "Hardcore Chair Swinging Freaks". In seguito formò un duo con Masato Tanaka, assieme al quale conquistò il Tag Team Championship. Tempo dopo assieme a Spike Dudley riuscì a conquistare nuovamente le cinture in un paio di occasioni prima della chiusura della federazione nel 2001.

### Circuito indipendente
Dopo la chiusura della ECW Rechner passò diverso tempo lottando nel circuito indipendente negli Stati Uniti, in particolare nella USA Pro Wrestling (UXW) e nella Juggalo Championship Wrestling (JCW). Ebbe anche una breve esperienza nella Total Nonstop Action Wrestling (TNA) dove lottò assieme a The Sandman contro la stable di Raven "The Gathering". Sempre per la TNA, partecipa nel 2010 al PPV Hardcore Justice, dove in coppia con Axl Rotten viene sconfitto dal Team 3D. Insieme a Rotten combatterà in Giappone per la Japan All Pro Wrestling.

### World Wrestling Entertainment
Nel 2005 Mahoney prese parte, pur senza lottare in alcun incontro, a ECW One Night Stand 2005, il pay-per-view prodotto dalla World Wrestling Entertainment al quale presero parte molte delle stelle della prima ECW.
Con il rilancio in pompa magna della ECW da parte della WWE nel 2006, Mahoney fu uno dei primi wrestler ad essere annunciati come presenza fissa degli show. Il 3 dicembre 2006 prende parte al pay-per-view ECW December to Dismember dove sconfigge facilmente Matt Striker in un Extreme Enforcement of the Rules match. Fu licenziato dalla WWE nell'aprile 2008.

## Vita privata
Rechner ha avuto un figlio dalla compagna dell'epoca il 15 novembre 2007, Christopher.

## Morte
La WWE ha rilasciato un comunicato relativo alla morte di Rechner avvenuta il 12 aprile 2016, all'età di 44 anni, per un attacco di cuore causato da ipertensione.

## Personaggio

### Mosse finali
- Ball Breaker (Sitout spinebuster)
- Camel clutch
- Nutcracker Suite (Over the shoulder sitout scoop slam piledriver, a volte dalla corda più alta)

### Manager
- Francine
- James Mitchell
- Tamara Fytch
- Ted DiBiase

### Soprannomi
- "The Hardcore Chair Swingin' Freak"

## Titoli e riconoscimenti
- Assault Championship Wrestling
  - ACW Heavyweight Championship (1)
  - ACW Hardcore Championship (1)
- Extreme Championship Wrestling
  - ECW World Tag Team Championship (3) – con Masato Tanaka (1) e Spike Dudley (2)
- International Wrestling Association
  - IWA Hardcore Championship (1)
- International Wrestling Cartel
  - IWC Championship (1)
- National Wrestling Superstars
  - NWS Six Man Tag Team Championship (1) – con Ba-Bu e La-Fu
- Pro Wrestling Illustrated
  - 99º tra i 500 migliori wrestler singoli secondo PWI 500 (2000)
  - 443º tra i 500 migliori wrestler singoli secondo PWI 500 (2003)
- Smoky Mountain Wrestling
  - SMW Beat the Champ Television Championship (2)
- USA Xtreme Wrestling
  - UXW Heavyweight Championship (7)